# Platylabus amoenus
Platylabus amoenus är en stekelart som beskrevs av Heinrich Habermehl 1923.
Platylabus amoenus ingår i släktet Platylabus och familjen brokparasitsteklar. Arten är reproducerande i Sverige.